# Gare de Muttenz
La gare de Muttenz (en allemand Bahnhof Muttenz) est la gare de Muttenz, en Suisse.

## Situation ferroviaire
La gare de Muttenz est située sur la ligne ferroviaire CFF Bâle - Liestal - Olten, à 5 km de Bâle et à 34 km d'Olten. Elle se trouve sur la ligne RER S3 de la région Bâle.

## Histoire
La gare de Muttenz fut construite en 1854 lors de l'ouverture de la ligne de chemin de fer Bâle - Liestal. Entre 1927 et 1932, les CFF construisent la Gare de triage de Bâle-Muttenz et reconstruisent la gare voyageur.
Dans le cadre de l’étape d'aménagement PRODES 2025 (Programme de développement stratégique de l’infrastructure ferroviaire), dès 2021 et jusqu'en 2015, le plan de voies va être remanié afin de permettre une augmentation du trafic ferroviaire voyageur et Fret ainsi l'instauration de la cadence au quart d'heure pour le RER Bâle - Liestal. De plus, les CFF adapteront la gare aux besoins des personnes handicapées avec un nouveau passage souterrain légèrement plus large et plus haut.

## Service voyageurs

### Desserte
| Origine                | Arrêt précédent | Train | Train | Train | Arrêt suivant | Destination         |
| ---------------------- | --------------- | ----- | ----- | ----- | ------------- | ------------------- |
| Bâle CFF               | Bâle CFF        |       | S     |       | Pratteln      | Frick ou Laufenburg |
| Delémont ou Porrentruy | Bâle CFF        |       | S     |       | Pratteln      | Olten               |